# Grammy Award alla miglior interpretazione metal
Il Grammy Award alla miglior interpretazione metal (Grammy Award for Best Metal Performance) è un premio dei Grammy Awards istituito nel 1990, per premiare le migliori canzoni del genere heavy metal, e quelle che in parte lo incorporano.
Tra il 1992 e il 1994 ha cambiato temporaneamente nome in Best Metal Performance With Vocal.
Il premio è stato interrotto nel 2012 a causa di un'importante revisione delle categorie Grammy. Dopo il 2012, le interpretazioni metal sono state spostate nella categoria Migliore interpretazione hard rock/metal. Tuttavia, nel 2014, la categoria è stata divisa, ricostituendo la categoria Miglior interpretazione metal e creando la categoria Miglior interpretazione rock.

## Vincitori e candidati

### Anni 1990
- 1990
  - Metallica - One
  - Dokken – Beast from the East
  - Faith No More – The Real Thing
  - Queensrÿche – I Don't Believe in Love
  - Soundgarden – Ultramega OK
- 1991
  - Metallica - Stone Cold Crazy
  - Anthrax – Persistence of Time
  - Judas Priest – Painkiller
  - Megadeth – Rust In Peace

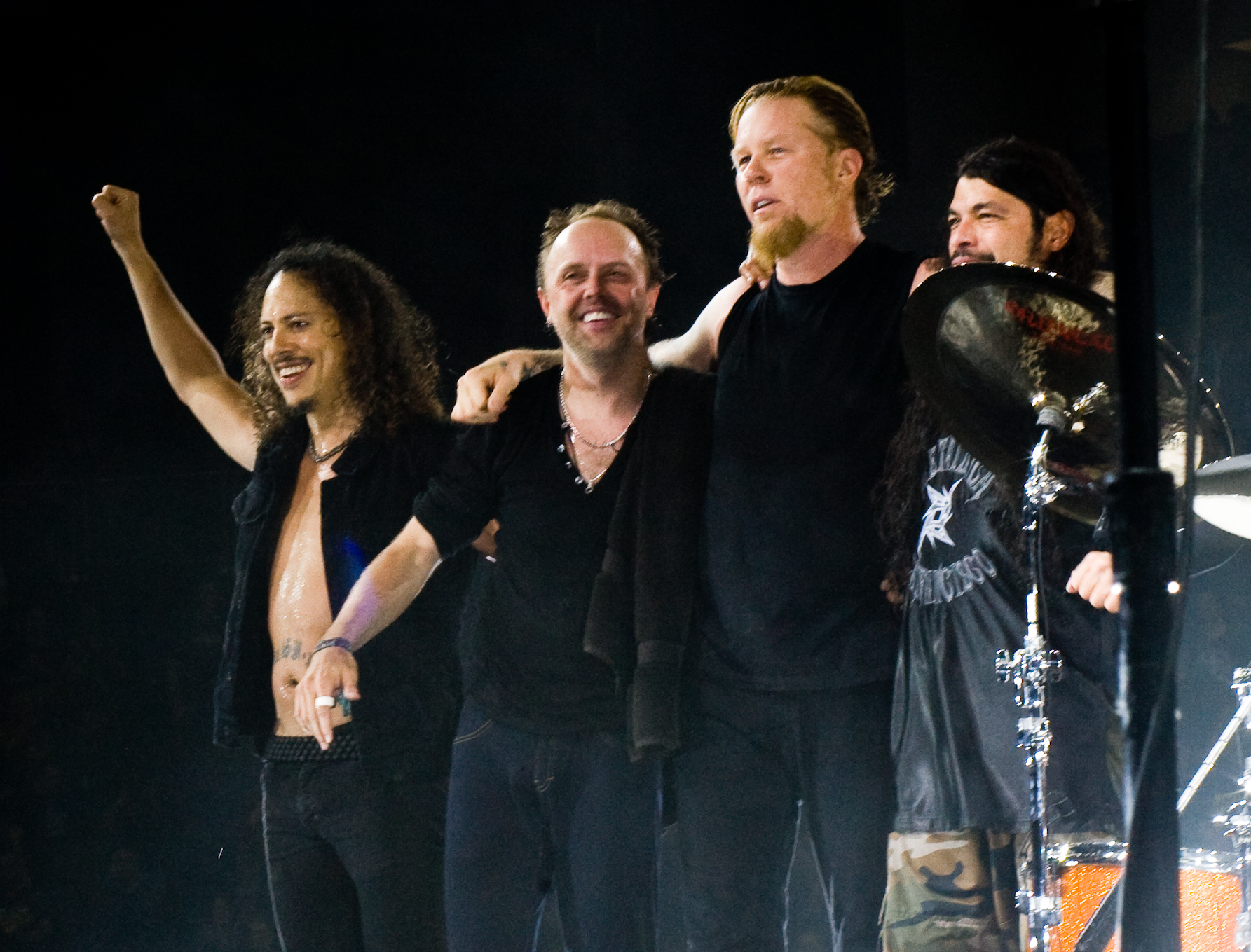
Membri della band Metallica, vincitrice di 7 premi. Il primo nel 1990 per One e l'ultimo nel 2024 per 72 Seasons.

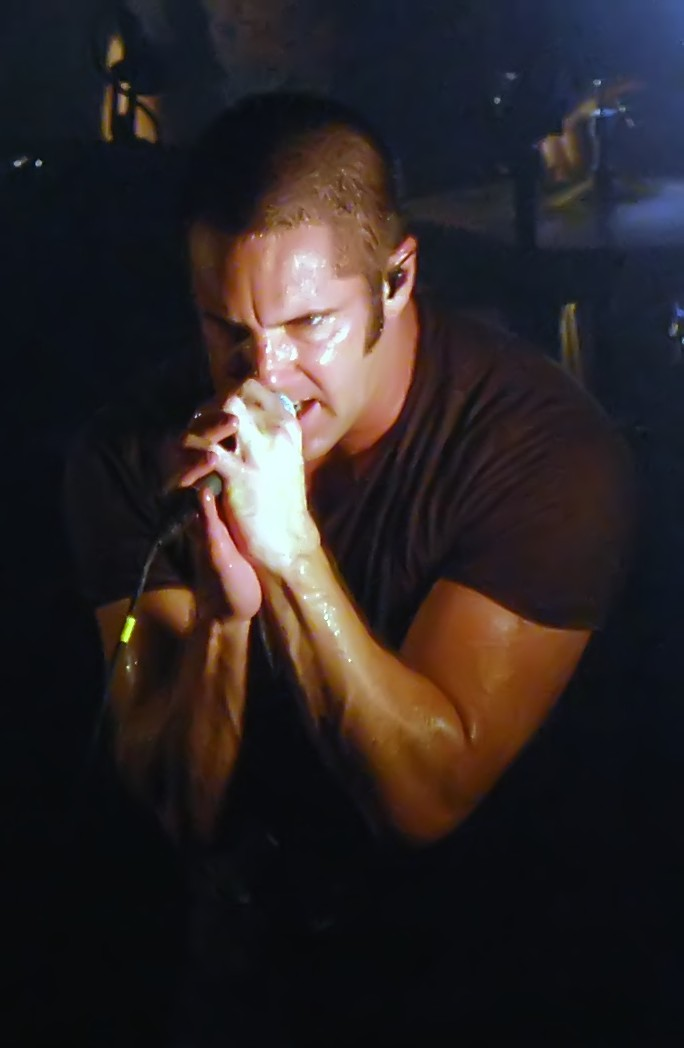
Trent Reznor, della due volte premiata band Nine Inch Nails.

  - Suicidal Tendencies – Lights Camera Revolution
- 1992
  - Metallica - Enter Sandman
  - Anthrax – Attack of the Killer B's
  - Megadeth – Hangar 18
  - Motörhead – 1916
  - Soundgarden – Badmotorfinger
- 1993
  - Nine Inch Nails - Wish
  - Helmet – In the Meantime
  - Megadeth – Countdown to Extinction
  - Ministry – N.W.O.
  - Soundgarden – Into the Void (Sealth)
- 1994
  - Ozzy Osbourne - I Don't Want to Change the World
  - Iron Maiden – Fear of the Dark (live)
  - Megadeth – Angry Again
  - Suicidal Tendencies – Institutionalized
  - White Zombie – Thunder Kiss '65
- 1995
  - Soundgarden - Spoonman
  - Anthrax e Public Enemy – Bring the Noise (live)
  - Megadeth – 99 Ways to Die
  - Pantera – I'm Broken
  - Rollins Band – Liar
- 1996
  - Nine Inch Nails - Happiness in Slavery (Live)
  - Gwar – S.F.W.
  - Megadeth – Paranoid
  - Metallica – For Whom the Bell Tolls (live)
  - White Zombie – More Human than Human
- 1997
  - Rage Against the Machine - Tire Me
  - Korn – Shoots and Ladders
  - Pantera – Suicide Note Pt. II
  - White Zombie – I'm Your Boogieman
  - Rob Zombie ed Alice Cooper – Hands of Death (Burn Baby Burn)
- 1998
  - Tool - Ænema
  - Corrosion of Conformity – Drowning in a Daydream
  - Korn – No Place to Hide
  - Megadeth – Trust
  - Pantera – Cemetery Gates (live)
- 1999
  - Metallica - Better Than You
  - Judas Priest – Bullet Train
  - Nashville Pussy – Fried Chicken and Coffee
  - Rage Against the Machine – No Shelter
  - Rammstein – Du hast

### Anni 2000
- 2000
  - Black Sabbath - Iron Man (Live)
  - Ministry – Bad Blood
  - Motörhead – Enter Sandman

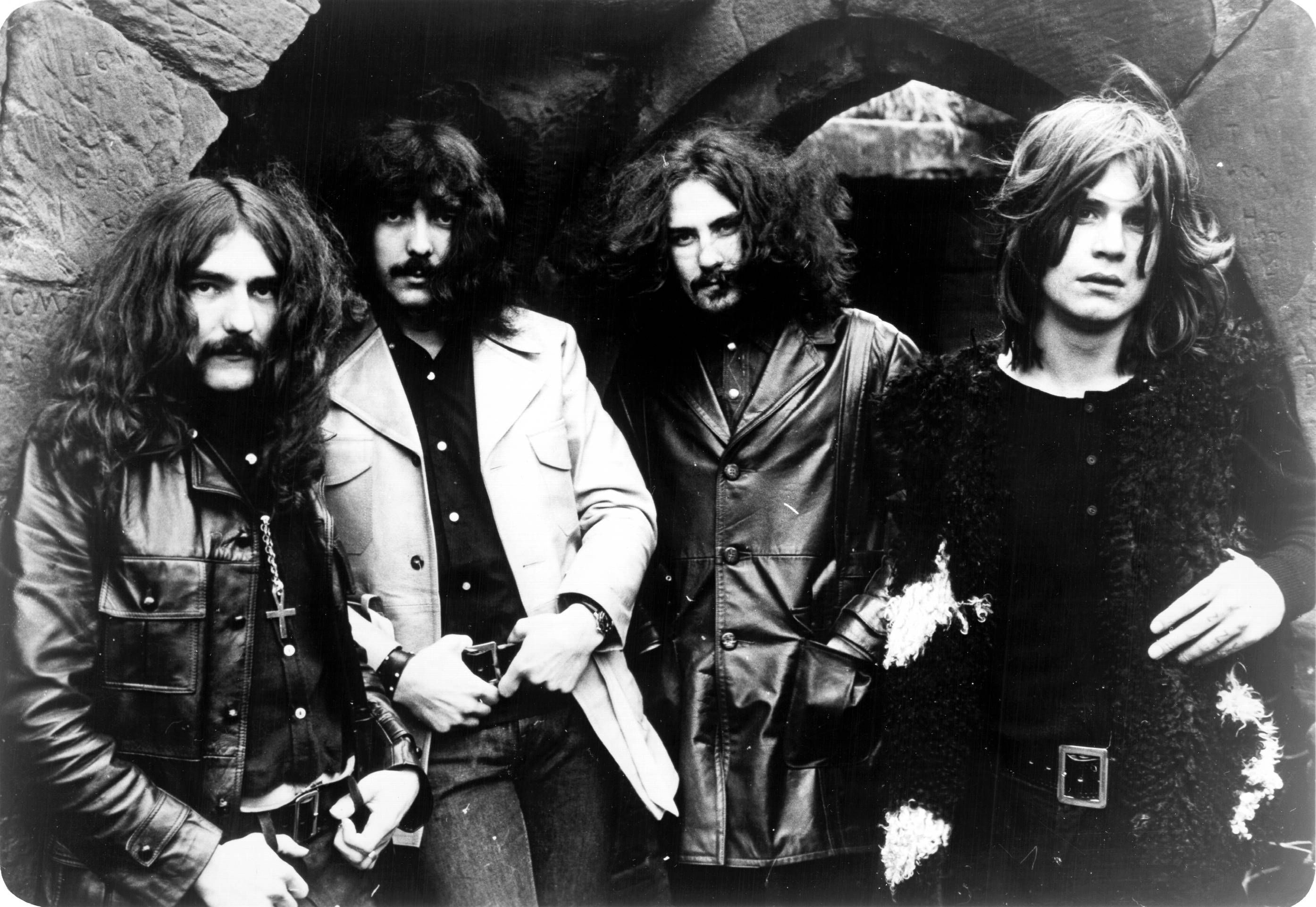
Membri della band Black Sabbath che ha vinto il premio 2 volte, incluso Ozzy Osbourne (a destra) che ha vinto il premio 2 volte anche da solista.

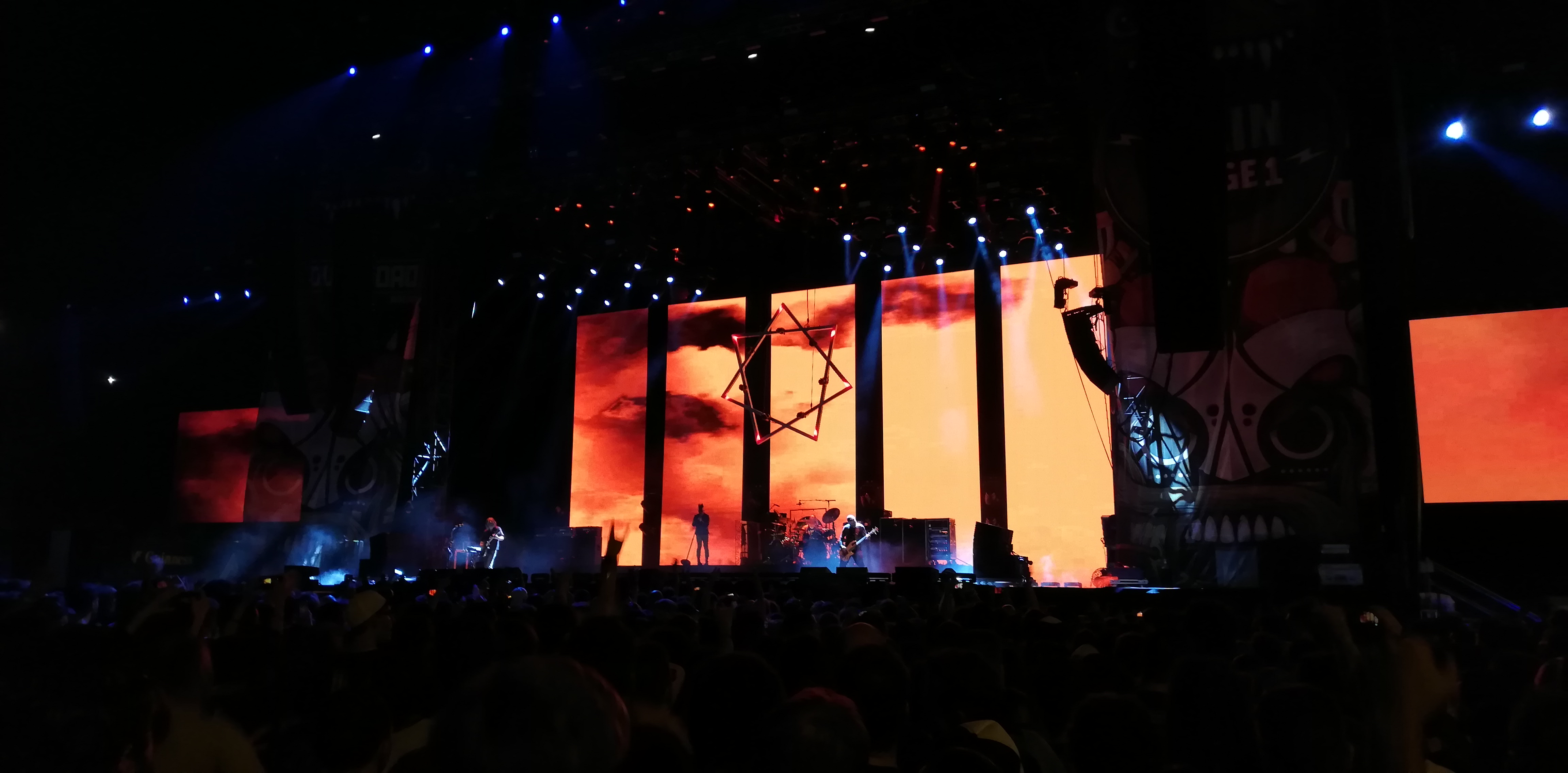
La band Tool ha ricevuto 3 premi in questa categoria: nel 1998, nel 2002 e nel 2020.

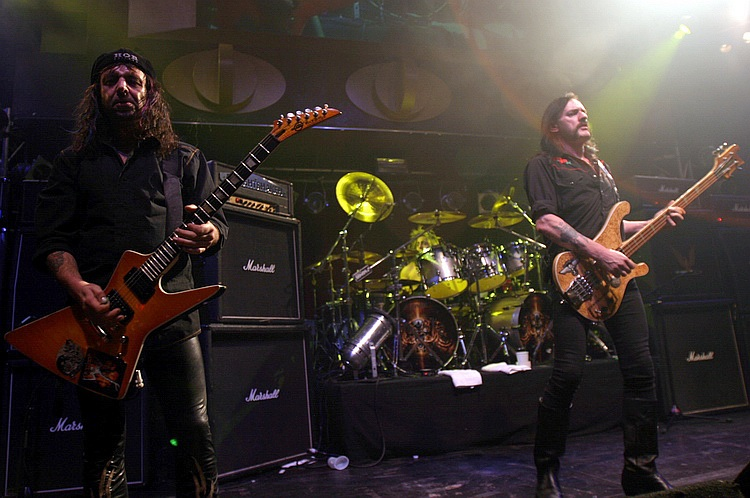
I Motörhead, vincitori nel 2005, hanno ricevuto un totale di 4 candidature in questa categoria.

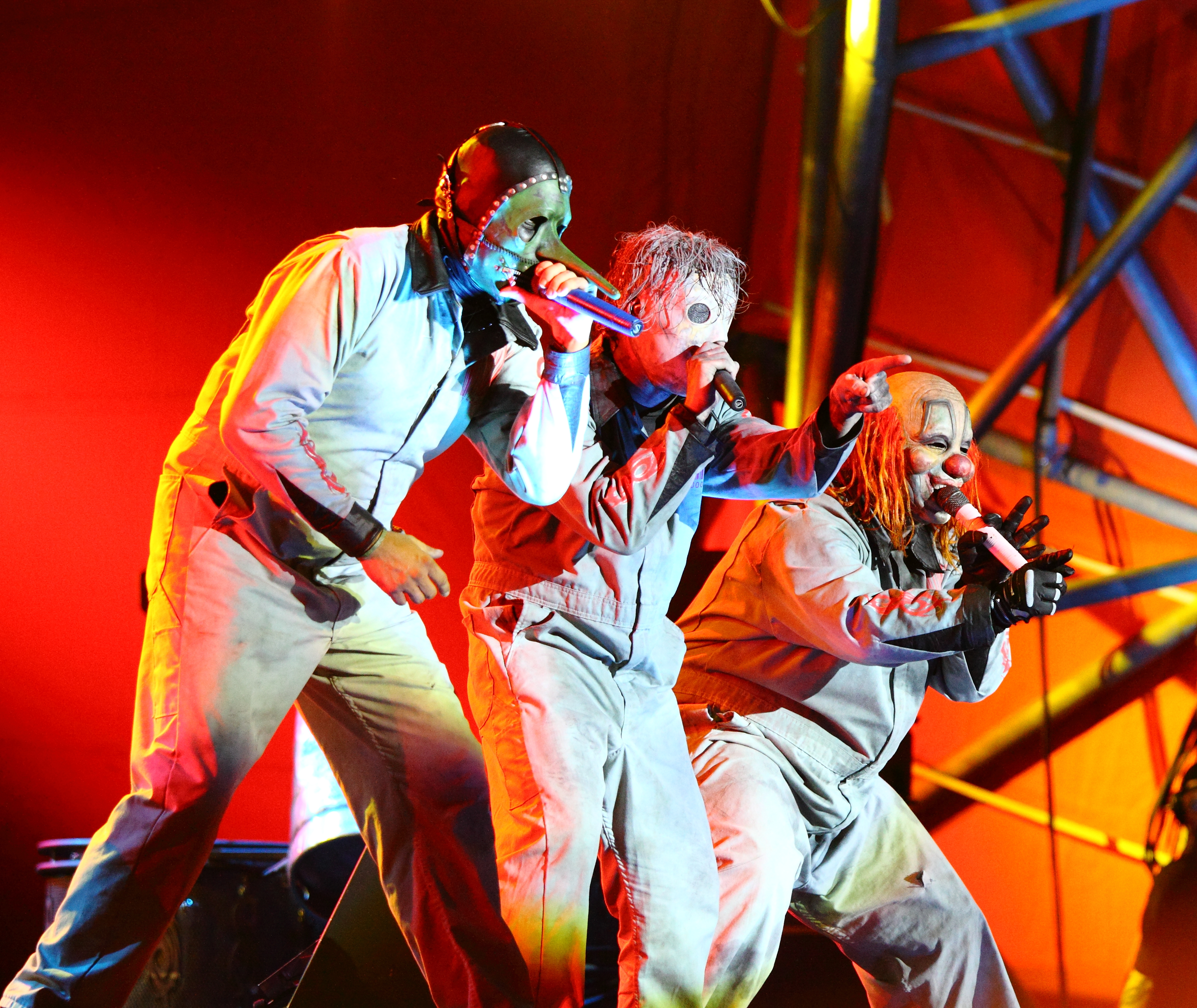
Gli Slipknot, vincitori nel 2006, hanno ricevuto un totale di 8 candidature in questa categoria.

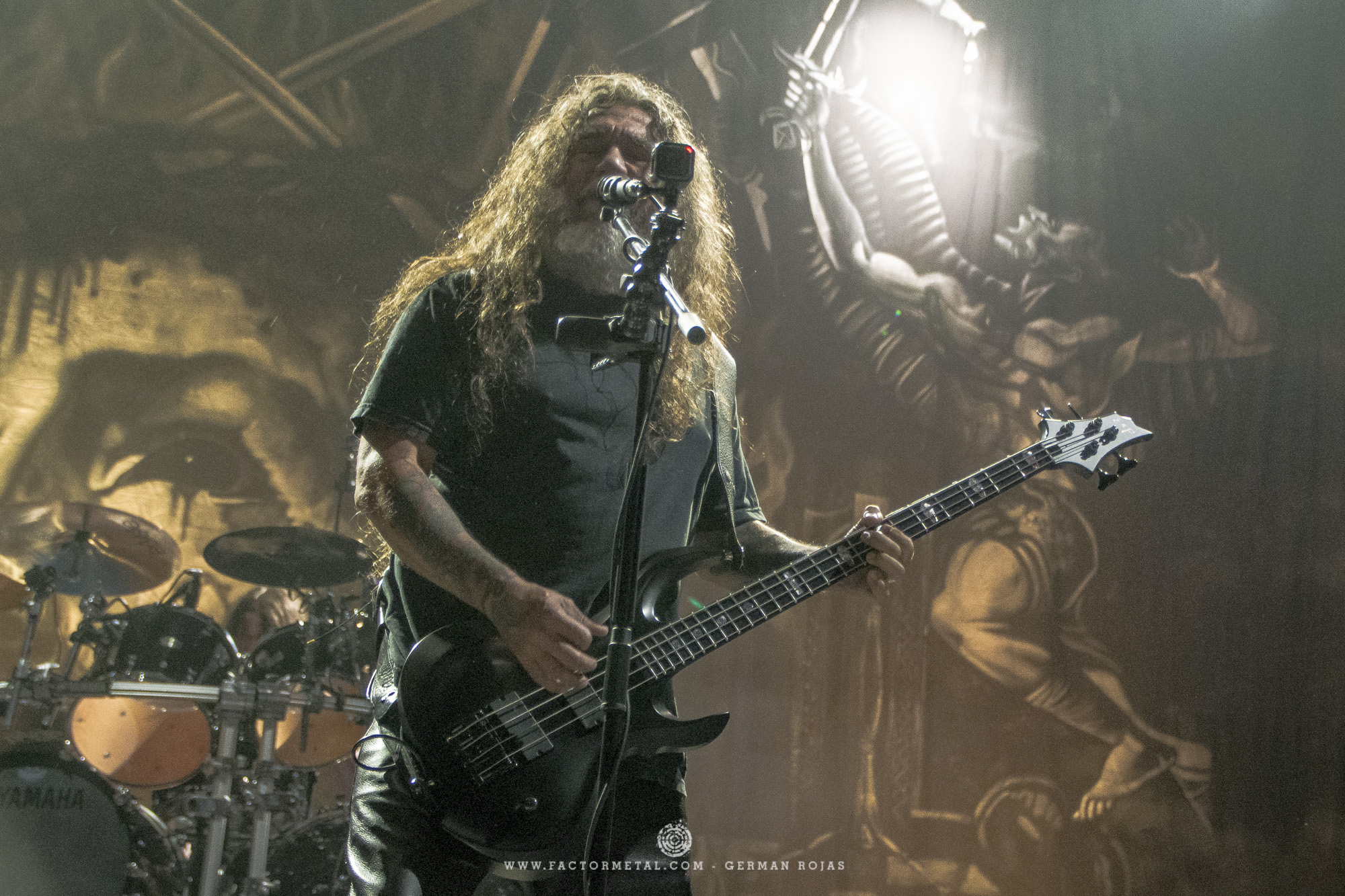
Tom Araya, cantante della thrash metal band Slayer, vincitrice del premio per due anni consecutivi: 2007 e 2008.

  - Nine Inch Nails – Starfuckers, Inc.
  - Rob Zombie – Superbeast
- 2001
  - Deftones - Elite
  - Iron Maiden – The Wicker Man
  - Marilyn Manson – Astonishing Panorama of the Endtimes
  - Pantera – Revolution Is My Name
  - Slipknot – Wait and Bleed
- 2002
  - Tool - Schism
  - Black Sabbath – The Wizard (live)
  - Slayer – Disciple
  - Slipknot – Left Behind
  - System of a Down – Chop Suey!
- 2003
  - Korn - Here to Stay
  - P.O.D. – Portrait
  - Slipknot – My Plague
  - Stone Sour – Get Inside
  - Rob Zombie – Never Gonna Stop (The Red Red Kroovy)
- 2004
  - Metallica - St. Anger
  - Korn – Did My Time
  - Marilyn Manson – Mobscene
  - Spineshank – Smothered
  - Stone Sour – Inhale
- 2005
  - Motörhead - Whiplash
  - Cradle of Filth ft. Liv Kristine – Nymphetamine (Overdose)
  - Hatebreed – Live for This
  - Killswitch Engage – The End of Heartache
  - Slipknot – Vermilion
- 2006
  - Slipknot - Before I Forget
  - Ministry – The Great Satan (Remix)
  - Mudvayne – Determined
  - Rammstein – Mein Teil
  - Shadows Fall – What Drives the Weak
- 2007
  - Slayer - Eyes of the Insane
  - Lamb of God – Redneck
  - Mastodon – Colony of Birchmen
  - Ministry – LiesLiesLies
  - Stone Sour – 30/30-150
- 2008
  - Slayer - Final Six
  - As I Lay Dying – Nothing Left
  - King Diamond – Never Ending Hill
  - Machine Head – Aesthetics of Hate
  - Shadows Fall – Redemption
- 2009
  - Metallica - My Apocalypse
  - DragonForce – Heroes of Our Time
  - Judas Priest – Nostradamus
  - Ministry – Under My Thumb
  - Slipknot – Psychosocial

### Anni 2010
- 2010[1]

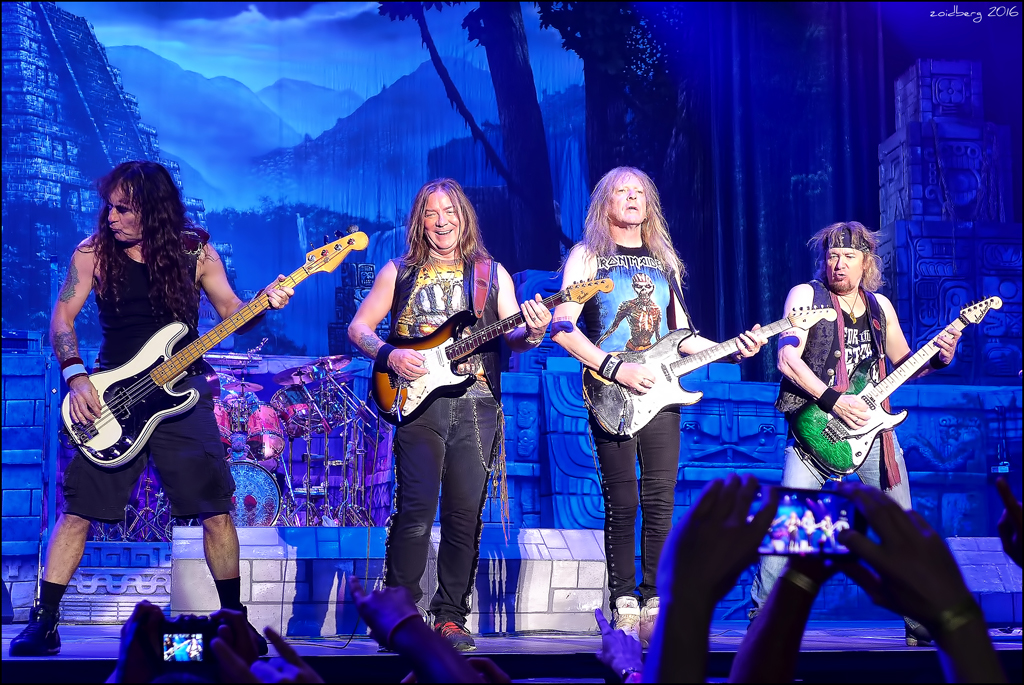
Gli Iron Maiden, vincitori nel 2011.

  - Judas Priest - Dissident Aggressor (Live)
  - Lamb of God – Set to Fail
  - Megadeth – Head Crusher
  - Ministry – Señor Peligro (live)
  - Slayer – Hate Worldwide
- 2011[2]
  - Iron Maiden - El Dorado
  - Korn – Let the Guilt Go
  - Lamb of God – In Your Words
  - Megadeth – Sudden Death
  - Slayer – World Painted Blood
- 2012: Premio unito alla categoria Migliore interpretazione hard rock/metal
- 2013: Premio unito alla categoria Migliore interpretazione hard rock/metal
- 2014
  - Black Sabbath - God is Dead?
  - Anthrax – T.N.T.
  - Dream Theater – The Enemy Inside
  - Killswitch Engage – In Due Time
  - Volbeat ft. King Diamond – Room 24
- 2015[3]
  - Tenacious D - The Last in Line
  - Anthrax – Neon Knights
  - Mastodon – High Road
  - Motörhead – Heartbreaker
  - Slipknot – The Negative One
- 2016[3]
  - Ghost - Cirice
  - August Burns Red – Identity
  - Lamb of God – 512
  - Sevendust – Thank You
  - Slipknot – Custer
- 2017[4][5]
  - Megadeth - Dystopia
  - Baroness – Shock Me
  - Gojira – Silvera
  - Korn – Rotting in Vain
  - Periphery – The Price Is Wrong
- 2018[6][7]
  - Mastodon - Sultan's Curse
  - August Burns Red – Invisible Enemy
  - Body Count – Black Hoodie
  - Code Orange – Forever
  - Meshuggah – Clockworks
- 2019[8][9]
  - High on Fire - Electric Messiah
  - Between the Buried and Me – Condemned to the Gallows
  - Deafheaven – Honeycomb
  - Trivium – Betrayer
  - Underoath – On My Teeth

### Anni 2020
- 2020[10]
  - Tool - 7empest
  - Candlemass ft. Tony Iommi – Astorolus - The Great Octopus
  - Death Angel – Humanicide
  - I Prevail – Bow Down
  - Killswitch Engage – Unleashed
- 2021[11]
  - Body Count - Bum-Rush
  - Code Orange – Underneath
  - In This Moment – The In-Between
  - Poppy – Bloodmoney
  - Power Trip – Executioner's Tax (Swing of the Axe) (live)
- 2022[12]
  - Dream Theater - The Alien
  - Deftones – Genesis
  - Gojira – Amazonia
  - Mastodon – Pushing the Tides
  - Rob Zombie – The Triumph of King Freak (A Crypt of Preservation and Superstition)
- 2023[13]
  - Ozzy Osbourne ft.Tony Iommi - Degradation Rules
  - Ghost – Call Me Little Sunshine
  - Megadeth – We'll Be Back
  - Muse – Kill or Be Killed
  - Turnstile – Blackout
- 2024[14][15]
  - Metallica - 72 Seasons
  - Disturbed - Bad Man
  - Ghost - Phantom of the Opera
  - Slipknot - Hive Mind
  - Spiritbox - Jaded

- 2025[16]
  - Gojira, Marina Viotti e Victor Le Masne – Mea culpa (Ah! Ça ira!)
  - Judas Priest – Crown of Horns
  - Knocked Loose featuring Poppy – Suffocate
  - Metallica – Screaming Suicide
  - Spiritbox – Cellar Door